# Plustrabajo
Karl Marx en su obra El capital denominó como plustrabajo o trabajo excedente a la cantidad de trabajo, medida por su duración, que excede el trabajo necesario para la producción de los bienes requeridos para mantener la existencia del trabajador.

## El plustrabajo en elcapitalismoy su relación con elplusvalor
El concepto de plustrabajo es introducido por Marx en el capítulo VII del primer tomo de El capital. Al haber explicado previamente que en el capitalismo la fuerza de trabajo tiene la particularidad de ser una mercancía y que el valor de toda mercancía es el tiempo de trabajo socialmente necesario para su producción, el valor de la mercancía «fuerza de trabajo» equivale al valor de los bienes necesarios para la subsistencia del trabajador y su familia.
Asumiendo que el salario percibido por el obrero es igual al valor de su fuerza de trabajo, tenemos que en una jornada laboral de 8 horas puede darse que el obrero reproduzca el valor de su salario en 4 horas, lo cual significa que en esa jornada hay 4 horas de trabajo necesario y 4 horas de plustrabajo.
Como la producción de mercancías es al mismo tiempo una producción de valores de uso y producción de valor, al materializarse el trabajo del obrero en valor, el plustrabajo se convierte en plusvalor apropiado por el capitalista.

## El plustrabajo en otros modos de producción
En el capítulo siguiente de la obra, Marx explica que «el capital no ha creado al plustrabajo»:

Dondequiera que una parte de la sociedad ejerce el monopolio de los medios de producción, el trabajador, libre o no, se ve obligado a añadir al tiempo de trabajo necesario para su propia subsistencia tiempo de trabajo excedentario y producir así los medios de subsistencia para el propietario de los medios de producción, ya sea ese propietario un [aristócrata] ateniense, el teócrata etrusco, un civis romanus [ciudadano romano], el barón normando, el esclavista norteamericano, el boyardo valaco, el terrateniente moderno o el capitalista.

En los modos de producción anteriores al capitalismo que también se basaban en la explotación existía el plustrabajo, pero éste no se transformaba en plusvalor porque la fuerza de trabajo no era una mercancía. Un ejemplo de ello es el de una persona que produce bienes para su propio consumo (no para la venta); su plustrabajo se materializaría en una cantidad de bienes superior a la que necesita para sobrevivir, pero como estos bienes no son mercancías ni siquiera puede hablarse de valor, menos de plusvalor. Otro ejemplo, dado más adelante, es el del plustrabajo en la servidumbre:

El trabajo necesario, pongamos por caso el que ejecuta el campesino valaco para su propia subsistencia, está separado espacialmente de su plustrabajo para el boyardo. Realiza el primero en su propia parcela, el segundo en la hacienda del señor.

En este caso tampoco hay plusvalor porque no hay producción de mercancías ni trabajo asalariado.
En el capitalismo, en cambio, el trabajo necesario y el plustrabajo se realizan en un mismo espacio físico y en una misma jornada laboral. Esto, sumado a que el salario aparenta ser el pago del trabajo y no el pago de la fuerza de trabajo, oculta la existencia de ese plustrabajo no remunerado, lo cual, en términos de valor, significa plusvalor apropiado por el capitalista y, por lo tanto, la existencia de la explotación.